# Międzynarodowe Triennale Grafiki w Krakowie
Międzynarodowe Triennale Grafiki w Krakowie (MTG Kraków) – impreza artystyczna organizowana od 1966 roku, początkowo jako Międzynarodowe Biennale Grafiki w Krakowie (MGB Kraków), które z kolei miało swój początek w wystawie o zasięgu krajowym – Ogólnopolskim Biennale Grafiki – organizowanej od 1960 roku. W 1992 powstało Stowarzyszenie Międzynarodowe Triennale Grafiki kierujące pracami związanymi z wystawą. Zmieniło nazwę na obecną, a cykl organizacji z dwuletniego na trzyletni. W ramach Triennale organizowane są stałe imprezy również w innych miastach Polski (Katowice, Warszawa, Toruń, Przemyśl, Zielona Góra), a od 2006 w innych krajach – Triennale w Wiedniu i Triennale w Oldenburgu.
Niektóre stałe imprezy towarzyszące:
- Międzynarodowe Triennale Grafiki Kolor w grafice, Toruń;
- Grand Prix Młodej Grafiki Polskiej, Kraków;
- Triennale Grafiki Polskiej, Katowice;
- Międzynarodowe Triennale Grafiki, Wiedeń;
- Międzynarodowe Triennale Grafiki, Oldenburg.

Zdobywcy Grand Prix:
- I MBG 1966: Hannes Postma (Holandia), Kumi Sugai (École de Paris)[2]
- II MBG 1968: Antonio Segui (Argentyna), Ingo Kirchner, (NRD)[2]
- III MBG 1970: Roman Opałka Z wnętrza (Polska)[2], Riko Debenjak (Jugosławia)[3]
- IV MBG 1972: Per Kleiva, Kim Ondaatje[3]
- V MBG 1974: Hans Hamngren (Szwecja), Piec porcelanowy, konstrukcje anamorfotyczne, akwaforta; Joe Tilson (Wielka Brytania), Powietrze, technika mieszana[3]
- VI MBG 1976: Gerard Titus-Carmel[3]
- VII MBG 1978: Władysław Winiecki (Polska)[3]
- VIII MBG 1980: Albin Brunovsky (Czechosłowacja)[3]
- X MBG 1984: Walter Valentini (Włochy)[3]
- XI MBG 1986: Liliana Porter[3]
- XII MBG 1988: Marek Jaromski[3]
- XIII MTG 1991: Günter Dollhopf[3]
- XIV MTG 1994: Toshihiro Hamano, Praca 93-2, Herbaciarnia, serigrafia, 210 x 155 cm (Japonia)
- XV MTG 1997: Mersad Berber, Alegoria I (Kronika o Sarajewie), drzeworyt, 120 x 259 cm (Bośnia i Hercegowina)
- XVI MTG 2000: Tomasz Struk, Bez tytułu, grafika komputerowa, 121 x 181 cm (Polska)
- XVII MTG 2003: Davida Kidd, Nawigator, druk cyfrowy, 99 x 91 cm (Kanada)
- XVIII MTG 2006: Ingrid Ledent, cykl Samospełniający się czyn, litografia, druk cyfrowy, 100 x 130 cm (Belgia)
- XIX MTG 2009: Joanna Piech, Czas na spacer, Wiem wszystko, linoryty, 157 × 90 cm (Polska)[4]
- XX MTG 2012: Joanna Janowska-Augustyn, Kolej rzeczy I, druk cyfrowy, 100 x 140 cm (Polska)
- XXI MTG 2015: Deborah Cornell, Odzwierciedlając miejsce, instalacja graficzna z projekcją wideo, 335 × 548 cm (Stany Zjednoczone)